# 王道楽土
王道楽土（おうどうらくど）とは、1932年、満洲国建国の際の理念。

## 概要
アジア的理想国家（楽土）を、西洋の武による統治（覇道）ではなく東洋の徳による統治（王道）で造るという意味が込められている。なお、日本の歴史の教科書には、日本の政府が「王道によって治められる安楽な土地」と説明して、宣伝していたとしているものもある。
「五族協和（民族協和）」「王道楽土」と並び称されたが、「五族協和」とは、満日蒙漢朝の五民族が協力し、平和な国造りを行うとする趣旨の言葉。満州には五族以外にも、ロシア革命後に逃れてきた白系ロシア人や、ユダヤ人迫害政策を取ったナチス政権下のドイツの迫害から逃れてきたユダヤ人、ウイグル人等のイスラム教徒なども居住していた。
満州には内戦の続く疲弊した中華民国からの漢人や、新しい環境を求める朝鮮人、そして大日本帝国政府と満州国政府の政策に従った満蒙開拓団（満蒙開拓移民・満州武装移民）らの移住・入植が相次ぎ、人口も急激に増加した。
内地（日本本土）においても、(当時の農村不況も相まって)困窮する零細農民や土地を持たぬ小作農、土地を相続できない農家の次男三男以下など、または大陸にて雄飛し名をあげる野望を抱く「大陸浪人」らの間で、満州に憧れる風潮が生まれた。
満州を新大陸や楽園（ユートピア）のように表現する映画や歌も作られた。
- 「開拓団の子供」
- 「迎春花」（李香蘭）
- 「新日本の少女よ大陸へ嫁げ」（東宮鉄男作詞）

日本人の「満州馬賊」として知られているのは
- 小日向白朗（尚旭東）
- 伊達順之助（張宗援）

などであった。